# Dístico elegíaco
Dístico elegíaco era o metro geralmente utilizado na composição elegias e epigramas na antiguidade greco-romana. Trata-se de uma estrofe de dois versos dactílicos, sendo o primeiro um hexâmetro e o segundo um pentâmetro, sendo sua estrutura geral esta:
```
- v v | - v v | - v v | - v v | - v v | - x  (hexâmetro)
- v v | - v v | - | - v v | - v v | x    (pentâmetro)
```

- Obs: "-" corresponde a uma sílaba longa; "v", a uma breve; "x", a longa ou breve. Notar que, exceto no quinto pé do hexâmetro e nos quarto e quinto do pentâmetro, v v pode ser substituído por - (duas breves por uma longa)